# مطار د. باباساحب أمبدكار الدولي
مطار د. باباساحب أمبدكار الدولي أو مطار ناغبور الدولي (إياتا: NAG، إيكاو: VANP) يخدم مدينة ناغبور في الهند، يبعد عن المدينة حوالي 8 كلم. يمتد المطار على مساحة 548 هكتار. تم تسمية المطار نسبة لبيمراو رامجي أمبيدكار المعروف «بباباساحب» المهندس الرئيسي للدستور الهندي.

## شركات الطيران والوجهات
| شركـات طيـران         | الوجهات |
| --------------------- | --- |
| العربية للطيران       | مطار الشارقة الدولي |
| طيران الهند           | مطار تشاتراباتي شيفاجي الدولي |
| خطوط إنديقو           | مطار سردار فالابهبهاي باتل الدولي، مطار كيمبيغودا الدولي، مطار تشيناي الدولي، مطار أنديرا غاندي الدولي، Goa–Mopa، مطار راجيف غاندي الدولي، Indore، مطار جايبور الدولي، مطار نيتاجي سوبهاس شاندرا بوس الدولي، مطار تشودري تشاران سينغ، مطار تشاتراباتي شيفاجي الدولي، Nashik، مطار بوني الدولي، مطار تريفاندروم الدولي |
| الخطوط الجوية القطرية | مطار حمد الدولي |
| Star Air ‏             | Belgaum |